# Liste der Baudenkmale in Wolfenbüttel-Salzdahlum
In der Liste der Baudenkmale in Wolfenbüttel-Salzdahlum sind alle Baudenkmale des Ortsteils Salzdahlum der niedersächsischen Stadt Wolfenbüttel aufgelistet. Der Stand der Liste ist der 1. März 1983.

## Allgemeines
Salzdahlum liegt etwa fünf Kilometer von der Innenstadt von Wolfenbüttel entfernt. Der Ort ist bekannt wegen des einstigen Schlosses Salzdahlum aus dem 17. Jahrhundert.
Der Ort selbst wurde 888 als Dalheim erwähnt. Im Jahre 1204 wird der Ort Salzdalheim genannt, ein Hinweis auf das hier gefundene Salz.

## Baudenkmale

### Gruppen baulicher Anlagen
| Lage                                                                                                | Bezeichnung                                                     | Beschreibung                                | ID | Bild |
| --------------------------------------------------------------------------------------------------- | --------------------------------------------------------------- | ------------------------------------------- | -- | ---- |
| Am Badeteich 10 52° 11′ 37″ N, 10° 35′ 23″ O                                                        | Hofanlage                                                       |                                             |    | BW   |
| Auf der Worth 1B/1C/1D 52° 11′ 48″ N, 10° 35′ 15″ O                                                 | Hofanlage                                                       |                                             |    | BW   |
| Braunschweiger Straße 8 52° 11′ 51″ N, 10° 35′ 7″ O                                                 | Hofanlage                                                       |                                             |    | BW   |
| Braunschweiger Straße 19, 21, 23 52° 11′ 44″ N, 10° 35′ 11″ O                                       | Hofanlage (19), ehemalige Kammerschmiede (21), Hofanlage (23)   |                                             |    | BW   |
| Braunschweiger Straße 24 52° 11′ 44″ N, 10° 35′ 7″ O                                                | Hofanlage                                                       |                                             |    | BW   |
| Braunschweiger Straße 26 52° 11′ 41″ N, 10° 35′ 4″ O                                                | Domäne mit ehemaligem Park, Fläche des ehemaligen Lustschlosses | Fläche des ehemaligen Schlosses Salzdahlum. |    |      |
| Eibenweg 1, 2, 3, 4, 5, 6, Im Giebel 1, 2, 3, 4, Stöckheimer Straße 11 52° 11′ 49″ N, 10° 34′ 59″ O | Anbauersiedlung                                                 |                                             |    | BW   |
| Himmelreich 4, 6 52° 11′ 43″ N, 10° 35′ 22″ O                                                       | Hofanlagen                                                      |                                             |    | BW   |

### Einzelobjekte
| Lage                                                  | Bezeichnung                                                            | Beschreibung                                             | ID       | Bild |
| ----------------------------------------------------- | ---------------------------------------------------------------------- | -------------------------------------------------------- | -------- | ---- |
| Am Badeteich 4 52° 11′ 35″ N, 10° 35′ 21″ O           | Wohn- und Wirtschaftsgebäude                                           |                                                          | 33901630 | BW   |
| Am Schärenbrink 6 52° 11′ 56″ N, 10° 34′ 58″ O        | Wohn-/Wirtschaftsgebäude                                               |                                                          | 33901650 | BW   |
| Auf der Worth 1 52° 11′ 46″ N, 10° 35′ 14″ O          | Wohn-/Wirtschaftsgebäude                                               |                                                          | 33901670 | BW   |
| Auf der Worth 6 52° 11′ 46″ N, 10° 35′ 18″ O          | Wohn-/Wirtschaftsgebäude                                               |                                                          | 3901690  | BW   |
| Braunschweiger Straße 52° 11′ 49″ N, 10° 35′ 12″ O    | Evangelische Kirche mit Kirchhof und Einfriedungsmauer, Kriegerdenkmal | Kirche St. Jürgen Salzdahlum                             |          |      |
| Braunschweiger Straße 11 52° 11′ 49″ N, 10° 35′ 8″ O  | Ehemalige Schule                                                       |                                                          |          | BW   |
| Braunschweiger Straße 17 52° 11′ 46″ N, 10° 35′ 9″ O  | Kammerkrug                                                             |                                                          |          | BW   |
| Braunschweiger Straße 25 52° 11′ 41″ N, 10° 35′ 13″ O | Nebengebäude des ehemaligen Lustschlosses Salzdahlum                   |                                                          |          | BW   |
| Braunschweiger Straße 31 52° 11′ 37″ N, 10° 35′ 15″ O | Wohn-/Wirtschaftsgebäude                                               |                                                          | 33901471 | BW   |
| Braunschweiger Straße 52° 11′ 51″ N, 10° 35′ 9″ O     | Denkmal                                                                | sogenannte Caesarenbüste, an der Ecke Stöckheimer Straße | 33901491 |      |
| Salzbergstraße 4 52° 12′ 2″ N, 10° 36′ 3″ O           | Arbeitserwohnanlage                                                    |                                                          |          | BW   |
| Stöckheimer Straße 24                                 | Wohn- und Wirtschaftsgebäude                                           |                                                          |          |      |
| Tiefe Straße 3 52° 11′ 55″ N, 10° 35′ 0″ O            | Wohn-/Wirtschaftsgebäude                                               |                                                          | 33901590 | BW   |
| Vor dem Schlosse 10 52° 11′ 39″ N, 10° 35′ 20″ O      | Wohn- und Wirtschaftsgebäude                                           |                                                          |          | BW   |

## Ehemalige Baudenkmale
| Lage                                               | Bezeichnung                  | Beschreibung                                                                                  | ID | Bild |
| -------------------------------------------------- | ---------------------------- | --------------------------------------------------------------------------------------------- | -- | ---- |
| Stöckheimer Straße 16 52° 11′ 50″ N, 10° 34′ 53″ O | Wohn- und Wirtschaftsgebäude | Am 21. August 2019 vom Niedersächsischen Landesamt für Denkmalpflege im Verzeichnis gelöscht. |    | BW   |